# Wilis
Wilis (Indonesisch: Gunung Wilis) is een vulkaan op het eiland Java, Indonesië. Het is een stratovulkaan met een hoogte van 2563 meter.